# Олександр Кірілов (молдовський футболіст)
Олександр Кірілов (рум. Alexandru Chirilov; нар. 28 січня 1978) — молдовський футболіст та тренер, виступав на позиції воротаря. Грав у вищих дивізіонах чемпіонату Молдови, України та Азербайджану.

## Життєпис
Футбольну кар'єру розпочав в столичному молдовському «Агро», за який виступав з 1992 по 1998 рік (з перервою у сезоні 1993/94 років). У сезоні 1998/99 років виступав за нижчоліговий «Шериф» (3 поєдинки). Після цього по одному сезоні відіграв в «Енергетиці» (Дубосари) та «Хайдуку-Спортінгу-УСМ» в Національному дивізіоні Молдови. З 2001 по 2003 рік знову грав за «Шериф». У 2004 році перейшов до «Дачії». Проте вже наступного року повернувся до «Шерифа», за який провів 1 поєдинок. Першу частину сезону 2005/06 років знову провів у «Дачії» (11 матчів, 1 гол).
Під час зимової перерви сезону 2005/06 років переїхав до України, де уклав договір з «Арсеналом». Дебютував за першу команду столичного клубу 11 серпня 2006 року в програному (1:2) виїзному поєдинку 1/32 фіналу кубку України проти красноперекопського «Хіміка». Олександр вийшов на поле в стартовому складі та відіграв увесь матч. Цей матч виявився єдиним для молдовського воротаря в складі першої команду «канонірів», оскільки протягом півтора сезони він грав за дублюючий склад (9 матчів).
У 2007 році повернувся до Молдови, протягом двох сезонів встиг зіграти за «Дачію», «ЦСКА-Стяуа» та «Ністру» (Атаки). У липні 2009 року підписав 1-річний контракт з «ЦСКА-Рапідом». У футболці нового клубу дебютував 18 липня 2009 року в переможному (3:0) виїзному поєдинку 3-го туру національного дивізіону Молдови проти «Сфинтул Георге». Кірілов вийшов на поле в стартовому складі та відіграв увесь матч. У липні 2009 року зіграв 2 матчі за «ЦСКА-Рапід», після чого переїхав до азербайджанського клубу 14 серпня 2009 року в програному (0:1) виїзного поєдинку 1-го туру Прем'єр-ліги проти «Мугані». Кірілов вийшов на поле в стартовому складі та відіграв увесь матч. До зимової перерви в сезоні 2009/10 років встиг зіграти 3 поєдинки в еліті азербайджанського футболу, після чого повернувся до «Рапіда». За команду з Гідігіча відіграв ще півтора сезони. У липні 2011 року став гравцем «Ністру». Дебютував за команду з Атак 6 травня 2012 року в програному (0:3) виїзному поєдинку 30-го туру чемпіонату Молдови проти «Шерифа». Олександр вийшов на поле на 90+1-ій хвилині, замінивши Рената Мургулеця. Проте в «Ністру» майже не грав, за півтора сезони виходив на поле в 2-ох поєдинках національного дивізіону Молдови. У 2013 році приєднався до «Костулень», де зайняв посаду граючого тренера воротарів. Дебютував за нову команду 2 вересня 2012 року в програному (1:2) виїзному поєдинку 8-го туру чемпіонату Молдови проти тираспольського «Шерифа». Кірілов вийшов на поле на 29-ій хвилині, замінивши Адріана Патраша. Після цього зіграв ще в одному матчі «Костуленя», після чого протягом двох з половиною сезонів не грав. У лютому 2016 року перейшов у «Сперанцу». За нову команду дебютував наступного сезону, 26 листопада 2016 року в програному (0:1) виїзному поєдинку 16-го туру чемпіонату Молдови проти «Дачії». Олександр вийшов на поле в стартовому складі та відіграв увесь матч. Цей поєдинок виявився єдиним у футболці «Костуленя», а по завершенні сезона 2016/17 років досвідчений голкіпер завершив кар'єру гравця.
З червня 2017 по березень 2018 року допомогав тренувати воротарів у клубі «Спікул» (Кішкерень).

## Досягнення
«Дачія» (Кишинів)
- Національний дивізіон Молдови
  -  Срібний призер (1): 2007/08